# Вощеле
Вощеле (пол. Woszczele, нім. Neumalken) — село в Польщі, у гміні Елк Елцького повіту Вармінсько-Мазурського воєводства.
Населення — 427 осіб (2011).
У 1975-1998 роках село належало до Сувальського воєводства.

## Демографія
Демографічна структура станом на 31 березня 2011 року:
|          | Загалом | Допрацездатний вік | Працездатний вік | Постпрацездатний вік |
| -------- | ------- | ------------------ | ---------------- | -------------------- |
| Чоловіки | 215     | 57                 | 142              | 16                   |
| Жінки    | 212     | 43                 | 126              | 43                   |
| Разом    | 427     | 100                | 268              | 59                   |